# 泰安市
泰安市（たいあんし）は、中華人民共和国山東省西部に位置する地級市である。封禅の儀式が行われる山で五岳の一つの泰山が位置し、道教・仏教の中心としても多くの文化人や参拝客を集めてきた。人口の98.7%を漢族が占め、他に回族などが居住する。

## 地理

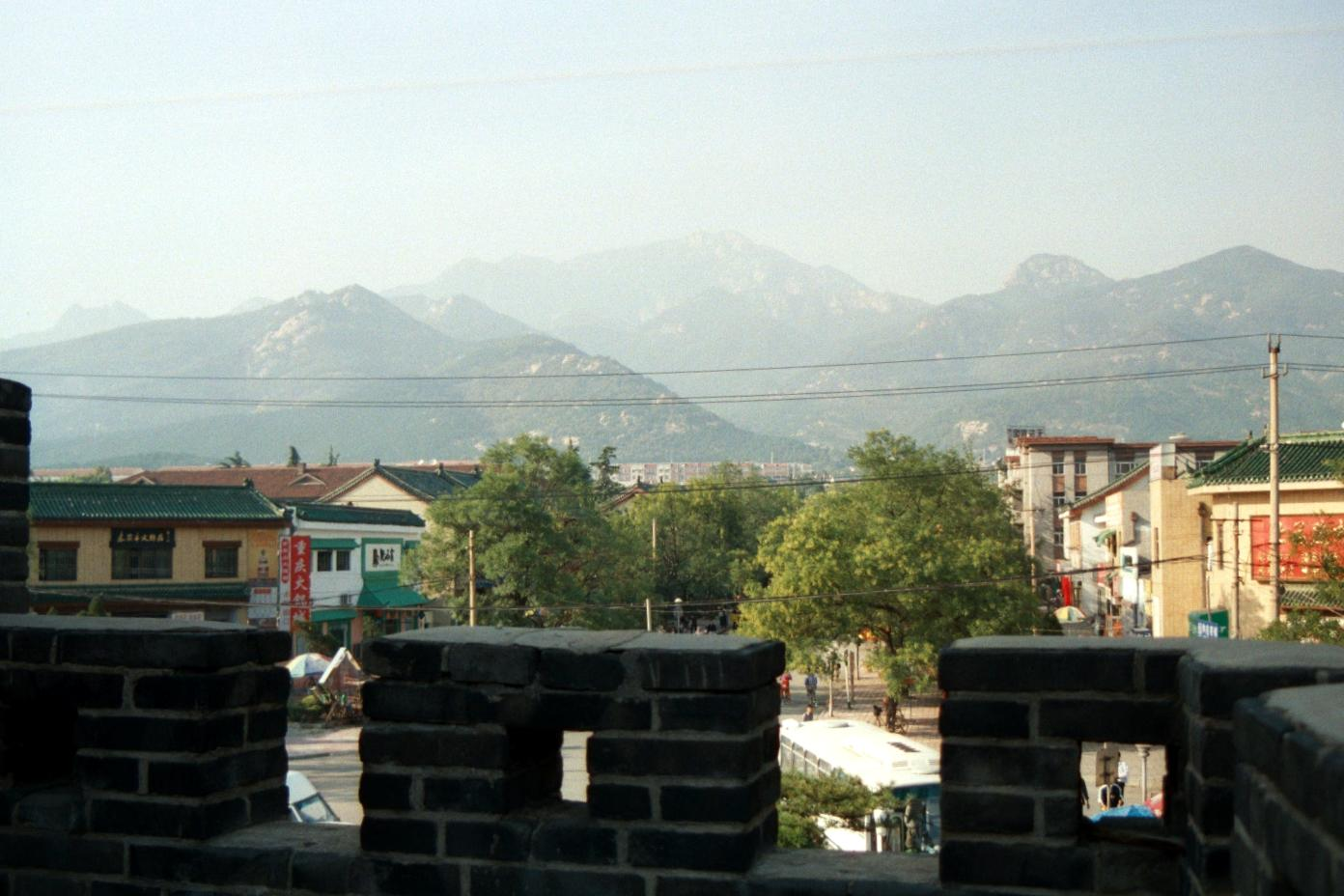
市街地から見た泰山

面積 7,762 平方km。東経116度02分から117度59分、北緯35度38分から36度28分にかけて広がる。東西176km、南北93kmの市域は全体に山がちで、中央に泰山が位置する。
北は省都・済南市、東に淄博市、東南に臨沂市、南に済寧市と接する。西は聊城市、および黄河に接し、その向こうは河南省である。
泰安は大陸性気候で、モンスーンの影響を受ける。平均気温は、最低が -2.6度（1月）、最高が26.4度（7月）、年平均降水量は697mmである。

## 歴史
泰安は新石器時代の大汶口文化に属する出土品が見つかっている。春秋時代と戦国時代には斉や魯が支配した。秦は博陽と名づけ、泰山のあるこの地を重要視した。
唐は乾封県を、北宋は奉符県を、金は泰安軍を、明は泰安州を置き後に泰安県とした。
1958年に泰安市となり、1963年に一旦県になったが、1985年に地級市・泰安市が設置された。
泰山の宗教的・政治的重要性については、泰山を参照。

## 経済
機械製造、鉱業、冶金、化学工業、建材製造などが主な工業活動。山東省の重要な炭鉱地区・鉄鋼業地域である。鉱業資源は、石膏、天然硫黄、石炭、石灰石、石綿など。石膏・硫黄は中国でも生産高が首位である。
また、農業も盛ん。肥城の桃（仏桃）、泰山の赤鱗魚・赤霊芝・板栗などは有名。また漢方薬の原料も採取される（四大名薬：何首烏、紫草、黄精、四葉参）。

## 交通
鉄道
- 泰山駅 - 北京と上海を結ぶ主要幹線である京滬線と、当駅から分岐する辛泰線の駅。在来線の列車が発着する。

- 泰安駅 - 2011年に開業した京滬高速鉄道の駅。当駅から、隣駅である省都の済南西駅の間は高速列車で18分[1]、首都北京の北京南駅の間は2時間程度[2]である。

主要道路
- 泰萊高速道路
- 京滬高速道路
- 京福高速道路

## 行政区画

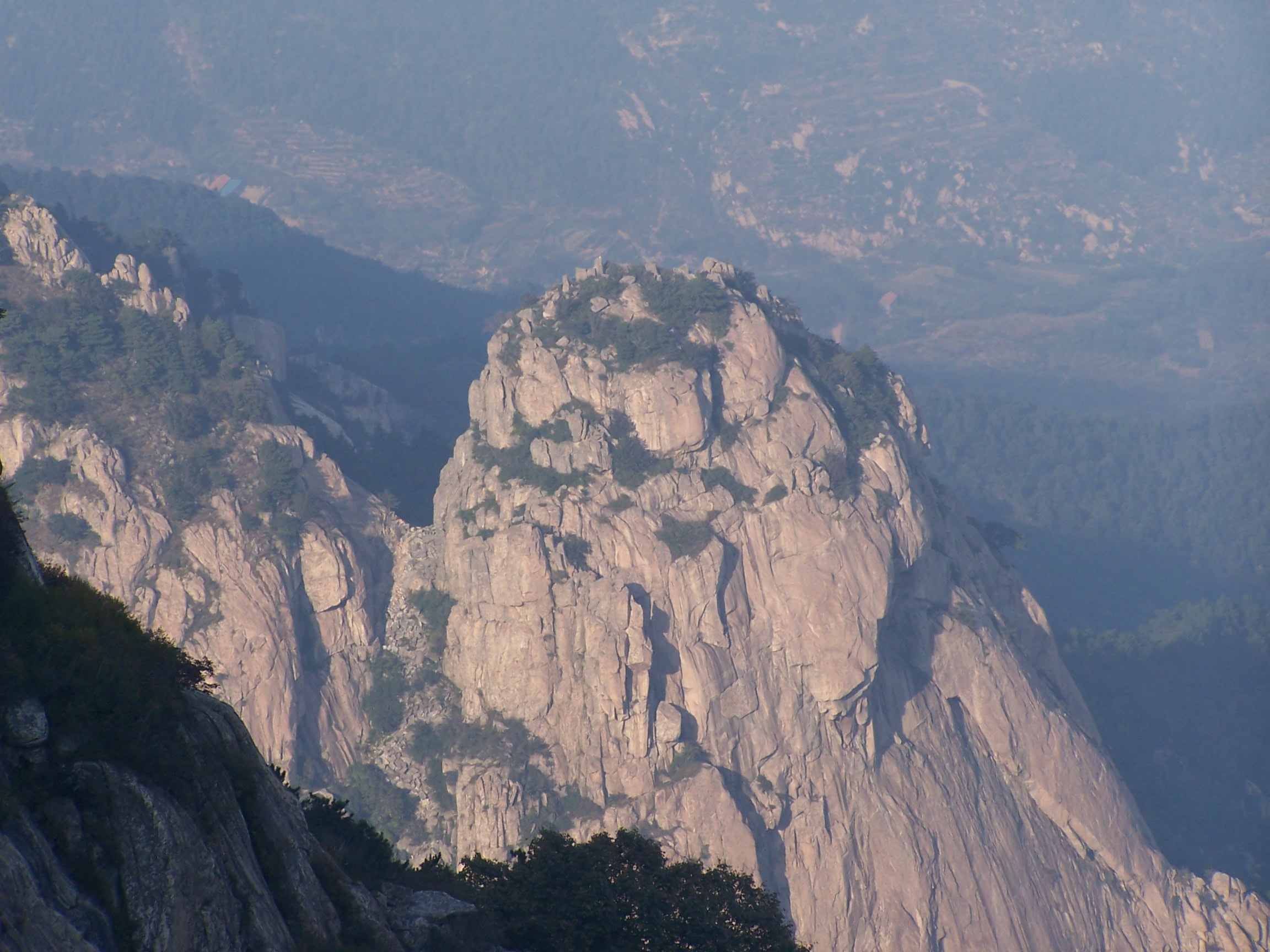
泰山

2市轄区・2県級市・2県を統轄する。
- 市轄区：
  - 泰山区・岱岳区
- 県級市：
  - 新泰市・肥城市
- 県：
  - 寧陽県・東平県

| 泰安市の地図                              |
| ----------------------------------------- |
| 泰山区 岱岳区 寧陽県 東平県 新泰市 肥城市 |

### 年表
この節の出典

#### 魯中南行政区泰西専区
- 1949年10月1日 - 中華人民共和国山東省魯中南行政区泰西専区が成立。肥城県・東平県・汶上県・寧陽県・長清県・平陰県が発足。(6県)
- 1950年5月9日 - 肥城県・東平県・汶上県・寧陽県・長清県・平陰県が泰安専区に編入。

#### 魯中南行政区泰山専区
- 1949年10月1日 - 中華人民共和国山東省魯中南行政区泰山専区が成立。泰安県・萊蕪県・泰寧県・章丘県・歴城県・新泰県が発足。(6県)
- 1950年5月9日 
  - 泰安県・萊蕪県・泰寧県・歴城県・新泰県が泰安専区に編入。
  - 章丘県が淄博専区に編入。

#### 泰安専区(1950年-1958年)
- 1950年5月9日 - 魯中南行政区泰西専区肥城県・東平県・汶上県・寧陽県・長清県・平陰県、魯中南行政区泰山専区泰安県・萊蕪県・泰寧県・歴城県・新泰県、魯中南行政区尼山専区泗水県、渤海行政区濼北専区河西県を編入。泰安専区が成立。(12県)
  - 河西県が長清県に編入。
- 1952年8月18日 - 泰寧県が徂陽県に改称。(12県)
- 1953年7月2日 (12県)
  - 汶上県が済寧専区に編入。
  - 淄博専区章丘県・章歴県を編入。
  - 章歴県が章丘県に編入。
- 1954年12月9日 - 淄博専区淄博市・淄川県の各一部が萊蕪県に編入。(12県)
- 1954年12月31日 (12県)
  - 臨沂専区蒙陰県の一部が新泰県に編入。
  - 歴城県の一部が済南市郊三区に編入。
- 1956年2月24日 - 泗水県が済寧専区に編入。(11県)
- 1956年3月6日 - 徂陽県が泰安県・寧陽県・新泰県に分割編入。(10県)
- 1956年5月 - 長清県の一部が聊城専区斉河県に編入。(10県)
- 1956年5月18日 - 歴城県の一部が済南市段店区・黄台区・玉符区に分割編入。(10県)
- 1956年11月8日 - 章丘県の一部が歴城県に編入。(10県)
- 1958年4月18日 (10県)
  - 肥城県の一部が平陰県に編入。
  - 長清県・章丘県の各一部、済南市郊区、聊城専区斉河県の一部が歴城県に編入。
- 1958年6月 - 泰安県の一部が分立し、泰山市が発足。(1市10県)
- 1958年11月 
  - 東平県・平陰県・肥城県が聊城専区に編入。
  - 泰山市・章丘県・長清県・泰安県・萊蕪県・寧陽県・歴城県・新泰県が済南市に編入。

#### 泰安地区(1961年-1985年)
- 1961年7月1日 - 済南市泰安市・新汶市・章丘県・萊蕪県・新泰県・寧陽県・肥城県を編入。泰安専区が成立。(2市5県)
- 1961年7月9日 - 済南市歴城県の一部が分立し、長清県が発足。(2市6県)
- 1961年7月 - 菏沢専区平陰県を編入。(2市7県)
- 1961年10月5日 - 平陰県の一部が済寧専区汶上県の一部と合併し、東平県が発足。(2市8県)
- 1963年3月16日 - 泰安市が県制施行し、泰安県となる。(1市9県)
- 1965年3月27日 - 新汶市が県制施行し、新汶県となる。(10県)
- 1967年2月 - 泰安専区が泰安地区に改称。(10県)
- 1978年11月17日 - 章丘県・長清県が済南市に編入。(8県)
- 1982年1月23日 - 泰安県が市制施行し、泰安市となる。(1市7県)
- 1982年8月2日 - 新汶県が市制施行し、新汶市となる。(2市6県)
- 1983年8月30日 (3市6県)
  - 済寧地区汶上県・泗水県を編入。
  - 萊蕪県が市制施行し、萊蕪市となる。
  - 新汶市・新泰県が合併し、新泰市が発足。
- 1985年3月27日 
  - 泰安市が地級市の泰安市に昇格。
  - 新泰市・萊蕪市・寧陽県・肥城県・東平県が泰安市に編入。
  - 汶上県・泗水県が済寧市に編入。
  - 平陰県が済南市に編入。

#### 泰安市
- 1985年3月27日 - 泰安地区泰安市が地級市の泰安市に昇格。泰山区・郊区を設置。(2区2市3県)
  - 泰安地区新泰市・萊蕪市・寧陽県・肥城県・東平県を編入。
- 1985年12月23日 - 菏沢地区梁山県の一部が東平県に編入。(2区2市3県)
- 1990年8月20日 - 新泰市、淄博市沂源県の各一部が萊蕪市に編入。(2区2市3県)
- 1992年8月1日 - 肥城県が市制施行し、肥城市となる。(2区3市2県)
- 1992年11月22日 - 萊蕪市が地級市の萊蕪市に昇格。(2区2市2県)
- 1996年1月23日 - 済南市平陰県の一部が東平県に編入。(2区2市2県)
- 1999年6月14日 (2区2市2県)
  - 泰山区の一部(粥店街道)が郊区に編入。
  - 郊区の一部(省荘鎮・邱家店鎮)が泰山区に編入。
- 2000年4月19日 - 郊区が岱岳区に改称。(2区2市2県)

## 名所
- 泰山（東嶽泰山）
- 蒿里山
- 大汶口文化の遺跡
- 東平故城
- 西磁窯跡

## 教育
- 山東農業大学[5]
- 山東科技大学[6]
- 泰山医学院[7]
- 泰山学院[8]
- 山東服装職業学院
- 泰山職業技術学院

## 出身者
- 泰山羊氏
  - 羊祜
  - 羊徽瑜
  - 羊献容
  - 羊侃
- 梨衣名 - モデル
- エリック・ヤン - Zoomビデオコミュニケーションズ創設者

## 姉妹都市
- 日本八王子市
- 日本笛吹市
- 日本橋本市
- 韓国泰安郡
- イタリアトリノ
- ボツワナフランシスタウン
- ドイツシュヴァーベン行政管区